# Land of Cockaygne
Das Land of Cockaygne (auch Cockaigne, Cockayne), deutsch Land von Cockaygne, ist ein dem Schlaraffenland vergleichbares Phantasieland.
Gleichzeitig ist es der Name eines nur in einem Exemplar überlieferten anglo-irischen Werks eines unbekannten Verfassers in Mittellatein und Mittelenglisch, das vermutlich in Irland im frühen 1330 kompiliert wurde. Es gibt Anzeichen für einen Ursprung bei den Franziskanern: Ein Gedicht soll durch Friar Michael von Kildare geschrieben worden sein, und das Manuskript schließt spezifisch Franziskanisches ein. Das kleine Format des Buches lässt an ein  Taschenbuch eines Wandermönchs denken. Das Werk enthält ein langes Sauflied, das sich über lokale Kleriker und Händler lustig macht.
Die auf Lukian zurückgehende Geschichte beschreibt mit Anklängen an das Paradies der Bibel ein Utopia als Schlaraffenland mit Überfluss an Essen und Trinken sowie mit „losen“ Frauen.

## Überlieferung
- London, British Library, MS Harley 913, ff. 3r-6v